# Кирпичная улица (Москва)
Кирпи́чная улица — улица в Восточном административном округе на территории района Соколиная гора.

## Происхождение названия
Улица получила название в конце XIX — начале XX века по находившемуся поблизости кирпичному заводу. Ранее называлась Петровская улица.

## Расположение
Улица находится между проспектом Будённого и Окружным проездом, идёт на восток параллельно Измайловскому шоссе. По ходу движения пересекает 1-й Кирпичный переулок.

## Примечательные здания и сооружения

### по чётной стороне

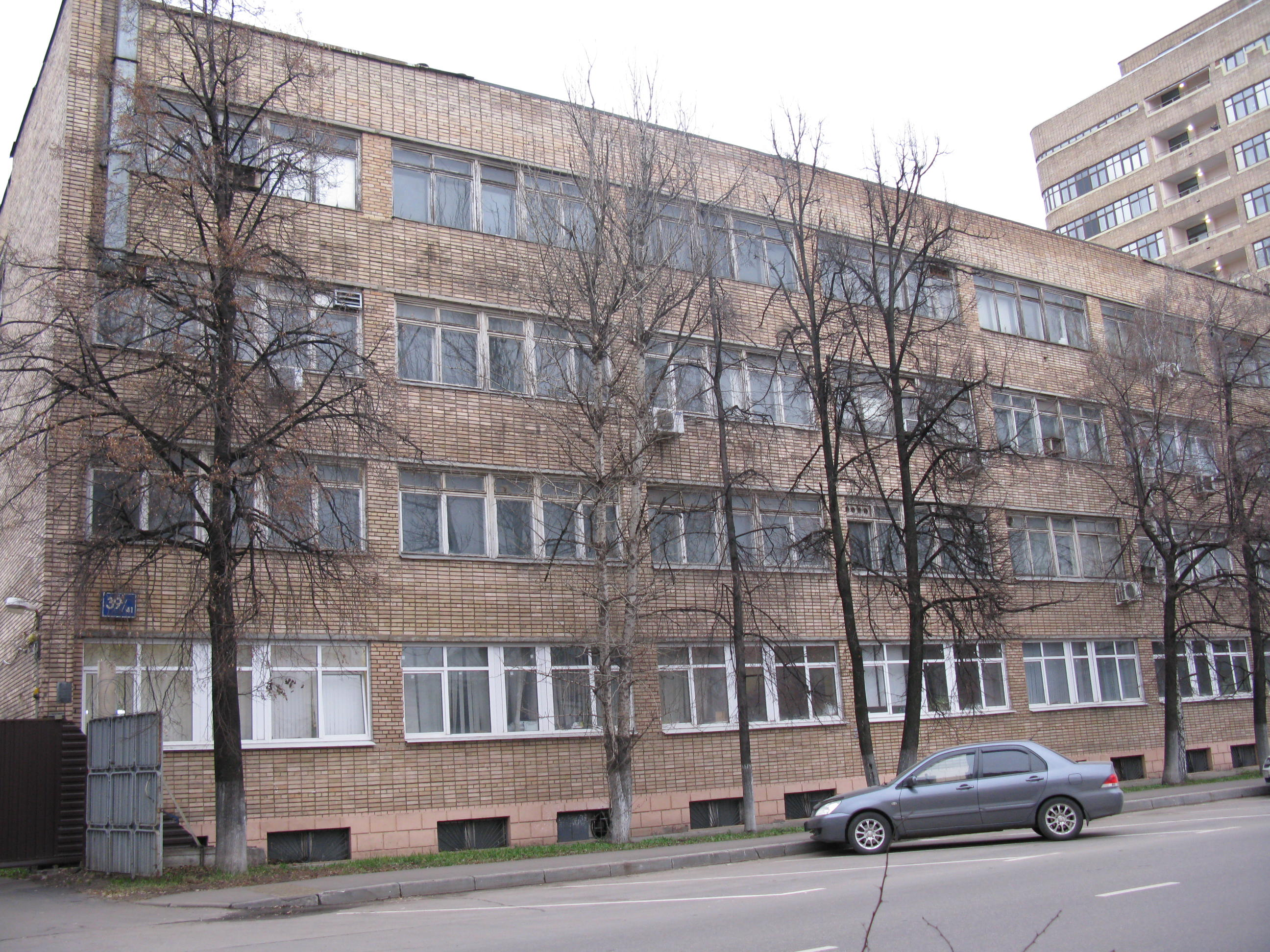
Корпус института автомобильной электроники на Кирпичной улице

- Корпус института автомобильной электроники на Кирпичной улицеДом 6 — Институт текстильных материалов (ИТМ).
- Дом 18 — Коррекционная школа-интернат № 53 для детей-сирот.

### по нечётной стороне
- Дом 33 — Центр информационной безопасности «Семёновское — 5» ГБПОУ города Москвы «Колледж связи № 54» имени П. М. Вострухина
- Дом 34а — Центральный научно-исследовательский институт «Курс»
- Дом 39/41 — ФГУП «Научно-исследовательский и экспериментальный институт автомобильной электроники и электрооборудования»